# Glockenbäckerei
Die Glockenbrot Bäckerei ist ein Bäckereibetrieb mit Verwaltungssitz in Köln. Das Unternehmen entstand 1904 in Offenbach am Main und gehört seit 1986 zur Rewe Group. Die Glocken Bäckerei produziert in Frankfurt am Main und dem oberbayerischen Bergkirchen Brot- und Backwaren für die Rewe-, Penny- und Nahkauf-Märkte des Konzerns.

## Geschichte
1904 gründeten Bäckermeister Georg Dinges und seine Frau Wilhelmine die Offenbacher Brot- und Zwiebackfabrik. Zwölf Mitarbeiter produzierten Backwaren, die mit Pferdekutschen ausgeliefert wurden. Der Kutscher läutete eine Glocke, um Kunden anzulocken. Diese entwickelte sich zum Markenzeichen des Unternehmens. 1930 stieg Otto Georg Dinges, der Sohn des Gründerehepaares, in die Glocken Bäckerei ein. Der Zweite Weltkrieg machte die Pläne zunichte, über den Frankfurter Raum hinaus zu wachsen.
Die Produktionsanlagen blieben nahezu unbeschädigt, sodass die Glocken Bäckerei 1945 ihren Betrieb wieder aufnehmen konnte. 1952 wurde erstmals geschnittenes Brot auf den Markt gebracht. 1954 nahm das Unternehmen aus den Niederlanden importiertes Toastbrot ins Sortiment auf, das sich zum Verkaufsschlager entwickelte. 1962 startete die erste vollautomatische Brötchenbackanlage der Glocken Bäckerei in die Produktion, in den 1970er- und 1980er-Jahren kamen mehrere vollautomatischen Backstraßen hinzu.
1986 wurde der Familienbetrieb an die Rewe Group verkauft. Zu diesem Zeitpunkt hatte das Unternehmen 225 Mitarbeiter und erwirtschaftete jährlich einen Umsatz von 23 Millionen Mark. Vier Jahre später wurde der Grundstein für die neue Zentrale in Frankfurt am Main gelegt. Mit dem Umzug der Produktionsbetriebe von Offenbach am Main und Bad Homburg vor der Höhe nach Frankfurt am Main verdreifachte sich die Zahl der Beschäftigten. Auf dem alten Fabrikgelände in Offenbach am Main entstand später ein Cinemaxx-Kino.
2009 kaufte die Glocken Bäckerei ein Grundstück im Gewerbegebiet von Bergkirchen, auf dem sie ein neues Produktions- und Logistikzentrum errichtete. Im selben Jahr wurde die insolvente Östringer Bäckerei Rothermel übernommen, wodurch das Unternehmen seine Position im Markt für Backwaren weiter ausbauen konnte. Aufgrund des begrenzten Filialnetzes und des harten Wettbewerbs trennte man sich im Jahr 2015 jedoch wieder von Rothermel. Dazu kamen Veränderungen in der Geschäftsstrategie der Glocken Bäckerei.
Im Januar 2025 teilte die Rewe Group ihre Entscheidung mit, die Eigenproduktion von Brot und anderen Backwaren aufzugeben. Der bisherige Standort Frankfurt soll schrittweise innerhalb von drei bis fünf Jahren schließen, stattdessen soll das Unternehmen Harry-Brot auf einem Areal in Erlensee, etwa 25 km östlich von Frankfurt, auf dem ursprünglich ein neues Fleischwerk für die Rewe-Eigenproduktion entstehen sollte, eine neue Großbäckerei errichten und von dort ab voraussichtlich 2028 Rewe und andere Kunden beliefern. Der andere Glockenbrot-Standort in Bergkirchen soll weiter produzieren, aber an Harry-Brot verkauft werden.

## Struktur
Seit 1992 wird das Unternehmen in der Rechtsform der offenen Handelsgesellschaft geführt. Der Firmenname lautet „Glockenbrot Bäckerei GmbH & Co. oHG“. Ihre Gesellschafter sind eine Verwaltungs-GmbH und eine Konzern-KGaA, das heißt ausschließlich Kapitalgesellschaften. Der Jahresabschluss der Glockenbrot Bäckerei wird im Konzernabschluss der Rewe Group konsolidiert.
Geschäftsführer der Glockenbrot Bäckerei sind Peter Weidemeier, Tim Schirmeisen und Thomas Winnemöller (2025).

## Produkte
Das Sortiment der Glockenbrot Bäckerei umfasst rund 160 Brot- und Backwaren. Diese werden in Rewe- und Penny-Märkten unter Haus-, Handels- und Premium-Marken verkauft. Das Unternehmen setzt vor allem auf Brötchen, Baguette, Ciabatta sowie geschnittenes Brot. In den letzten Jahren hat der Anteil halb fertiger Produkte, die zu Hause aufgebacken werden, stark zugenommen. Bio-Lebensmittel nach Öko-Verordnung spielen ebenfalls eine entscheidende Rolle. Glockenbrot verzichtet generell auf Konservierungsstoffe und künstliche Geschmacksverstärker.

## Standorte
Die Backwerke des Unternehmens befinden sich in Frankfurt am Main und Bergkirchen. Diese arbeiten größtenteils automatisiert. Von den Standorten aus werden rund 6000 Rewe-, Penny- und Nahkauf-Märkte in Deutschland direkt oder über Handelsläger beliefert.